# Godby Shipping
Godby Shipping Ab är ett åländskt rederi med säte i Mariehamn. Företaget är familjeägt och grundades 1973 av Alpo Mikkola.

## Verksamhet
Godby Shipping bedriver rederidrift, befraktning och fartygsmanagement. Företaget är säkerhetscertifierat enligt Internationella sjöfartsorganisationens ISM-kod och miljöcertifierat enligt ISO 14000. År 2022 hade rederiet cirka 200 anställda i land och ombord.

## Flotta
Rederiets flotta omfattar sju fartyg, huvudsakligen nybyggda och registrerade under finländsk flagg. Fartygen hyrs ut på långa kontrakt till exportindustri i Finland och Sverige.
År 2022 köpte företaget två Ro-ro-fartyg från DFDS. Dessa fartyg återchartrades till DFDS på treårskontrakt, seglar under norsk flagg och behöll sina tidigare namn.

## Historik
Godby Shipping grundades 1973. Fram till 2004 låg företagets kontor i Godby, Finström.